# TrackIR

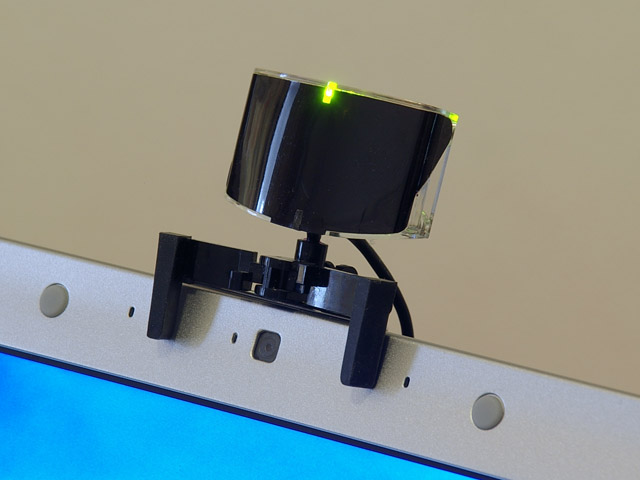
TrackIR 4 Pro, прикреплённый к ноутбуку

TrackIR — система отслеживания движений головы, устройство ввода, разрабатываемое компанией NaturalPoint, обеспечивает псевдо-виртуальную реальность на персональном компьютере. Оно может следить за движениями головы пользователя по шести осям. Полученные данные используются в программах (играх) для преобразования реальных поворотов головы в виртуальные. Например, в авиасимуляторе игрок может осматривать кабину. Чувствительность настраивается, чтоб предотвратить такие повороты, когда пользователь не может нормально смотреть на экран.
NaturalPoint, Inc. основана в 1997 году для разработки высококачественных технологий слежения и уникальных компьютерных устройств. Находится в Корвалисе, Орегон.

## Критика
API TrackIR’а закрытый и реализован только для Windows. Чтобы избавиться от эмуляторов наподобие FreeTrack, компания NaturalPoint традиционно использовала законодательство о товарных знаках — для того, чтобы игра соединилась с драйвером, драйвер должен передать игре строку, содержащую имя компании (разработчики FreeTrack утверждают, что строка под закон не подпадает, так как является частью протокола, а не товарным знаком).
В конце 2008 года программное обеспечение TrackIR перешло на шифрованный протокол связи; первой игрой, поддерживающей его, была Digital Combat Simulator: Чёрная акула. Позже компания Eagle Dynamics пошла на компромисс между общественностью и NaturalPoint, добавив поддержку старого нешифрованного протокола, но только по трём осям. К 2014 году протокол удалось расшифровать.

## Список игр
Список игр, которые поддерживают данное устройство:
- Aces High II
- Armed Assault
- ArmA 2
- ArmA 2: Operation Arrowhead
- Arma 3
- Rowan's Battle of Britain
- Battle of Britain II: Wings of Victory
- Battleground Europe: World War II Online
- BeamNG.drive
- City Car Driving
- Colin McRae Rally 2004
- Combat Flight Simulator 3
- Condor: The Competition Soaring Simulator
- Crashday
- Cross Racing Championship 2005
- Digital Combat Simulator
- Elite: Dangerous
- Enemy Engaged: RAH-66 Comanche vs. KA-52 Hokum
- F1 Challenge
- Falcon 4.0
- Falcon 4: Allied Force
- Flight Simulator 2002
- Flight Simulator 2004: A Century Of Flight
- Flight Simulator X
- Future Pinball
- GTR
- GT Legends
- Grand Prix Legends
- Ил-2 Штурмовик: Забытые сражения
- Insurgency
- Jane's F/A-18
- JetPakNG
- Jumpgate classic
- Ka-50: Black Shark
- Kerbal Space Program
- Live for Speed
- Lock On: Modern Air Combat
- Lock On 1.1: Flaming Cliffs
- LunarPilot
- MechWarrior Online
- Mediterranean Air War (MAW)
- Micro Flight
- MiG Alley
- BeamNG.drive
- NASCAR Racing 2003 Season
- NASCAR SimRacing
- netKar PRO
- Omsi
- Orbiter
- Over Flanders Field (OFF)
- Pacific Fighters
- Project CARS
- RealFlight G3
- rFactor
- Richard Burns Rally
- Rise: The Vieneo Province
- Ship Simulator 2006
- Shift 2: Unleashed[1]
- Silent Wings
- Star Wars Galaxies: Jump to Lightspeed
- Steel Beasts Pro
- Strike Fighters: Project 1
- Test Drive Unlimited
- ToCA Race Driver 2
- Trainz Railroad Simulator 2006
- Virtual Sailor
- War Thunder
- Warbirds 2004
- Wings of War
- Wings Over Europe: Cold War Gone Hot
- Wings Over Vietnam
- WWI: Knights of the Sky
- X-Plane / X-Cockpit
- X3: Albion Prelude
- Война в небе — 1917
- Race Driver: GRID[2]
- GRID 2
- Euro Truck Simulator 2
- DayZ